# جو برادفورد (لاعب كرة قدم)
جو برادفورد (بالإنجليزية: Joe Bradford)‏ (22 يناير 1901 في المملكة المتحدة - 6 سبتمبر 1980 ببرمنغهام في المملكة المتحدة) هو لاعب كرة قدم بريطاني (وحمل سابقاً جنسية المملكة المتحدة لبريطانيا العظمى وأيرلندا) في مركز الهجوم. شارك مع منتخب إنجلترا لكرة القدم. أما مع النوادي، فقد لعب مع برمنغهام سيتي ونادي بريستول سيتي وCoalville Town F.C. ‏.

## وصلات خارجية
- جو برادفورد على موقع قاعدة بيانات كرة القدم.إي يو (الإنجليزية)
- جو برادفورد على موقع ناشيونال فوتبول تيمز (الإنجليزية)